# Massimo Coghe
(Massimo Coghe, dal libro I trenta assassini)
Gian Massimo Coghe detto Massimino II (Norbello, 14 gennaio 1964) è un fantino italiano, padre di Andrea detto Tempesta.

## Carriera
Nato in un piccolo paese della Sardegna si trasferisce giovanissimo in Toscana per "inseguire" il suo sogno:  Nella vita non volevo fare nient'altro che non fosse il Palio.
La sua carriera iniziò a Siena, quando montò per la Pantera in occasione della prima prova del Palio del 2 luglio 1985 sul cavallo Ciriaco. Un anno dopo arrivò anche l'esordio al Palio vero e proprio, quando corse in groppa a Brandano con i colori del Nicchio contrada con la quale si instaura un rapporto che si protrarrà nel tempo. Tuttavia, la prima vittoria importante Massimino II non la ottenne in Piazza del Campo, ma al Palio di Asti del 1987. In quell'edizione, l'ultima corsa in Piazza Campo del Palio, Massimo Coghe regalò al Borgo San Lazzaro la prima vittoria dell'epoca moderna montando Akebat. La vittoria astigiana segnò l'inizio dell'ascesa di Massimino, e la definitiva consacrazione non tardò ad arrivare: il 2 luglio 1988 il fantino sardo conquistò la prima delle sue 3 vittorie al Palio di Siena montando Benito III per il Nicchio.
Dopo questa vittoria però seguì un periodo senza acuti: nel 1992 arrivò l'esordio a Fucecchio per la contrada di Porta Raimonda, senza però grossi risultati. Risultati che ritornarono nel 1994, quando disputò la sua prima finale conquistando il quarto posto per la Contrada Massarella, con cui corse ben 7 palii consecutivi vincendone 1. Il 1994 fu l'anno della svolta: la vittoria del 2 luglio a Siena per la contrada della Pantera su Uberto, segnò l'inizio di una lunga catena di successi, tra cui spiccano quelli a Siena e ad Asti nel 1999, e nuovamente ad Asti nel 2001 per il Borgo San Lazzaro. L'ultimo acuto di Massimino II risale al Palio di Legnano del 2003, quando vinse per la Contrada San Martino in groppa a Millennium Bug, in assoluto uno dei purosangue più forti mai usciti dalla sua scuderia.
Dopo questo successo, però, iniziò un periodo sfortunato per il fantino sardo che, nonostante abbia continuato a correre ad alti livelli, non è più riuscito a cogliere altri successi, anche a causa dell'ascesa di Trecciolino (e dei fantini a lui legati) a Siena e di autentici colpi di sfortuna ad Asti. Questa situazione ha fatto sì che il fantino di Norbello annunciasse il suo ritiro da Piazza del Campo, ma non dal circuito paliesco italiano, dove gode tuttora di un'ottima fama sia come fantino che come allenatore di cavalli da Palio. Dalla sua scuderia, infatti, oltre al plurivincitore Millennium Bug sono uscite, tra gli altri, Akebat, cavalla vincitrice ad Asti nel 1987 e la figlia di quest'ultima, Shakuntala, vincitrice sempre ad Asti nel 1999.
Nel 2007 ha preso parte al Palio di Fucecchio, montando Intiveddau, cavallo senza grandi aspirazioni, per la Contrada Massarella e conquistando la finale. Al Palio di Legnano, montando per San Martino, non riuscendosi a classificare per l'intervento ai limiti del regolamento, con il quale è stato atterrato da Bighino, fantino della Flora.
Ad Asti invece, dopo aver vinto la propria batteria, ha comandato per quasi tre giri la finale, fino all'ultima curva del Cavallone, quando il cavallo scosso di Don Bosco, che percorreva la pista al contrario, ha decisamente rallentato la sua corsa. Ad approfittarne è stato un altro cavallo scosso, quello di San Secondo, andato a vincere dopo aver sorpassato Massimino II e il suo Millennium Bug all'ultima curva.
Proprio nei giorni successivi al Palio di Asti 2007, ha annunciato il suo ritiro dall'attività agonistica di fantino del Palio.
Nel 2009 si ripresenta al Palio di Asti conseguendo la vittoria per il Borgo Santa Maria Nuova.
Nel 2010 corre anche a Ferrara per la Contrada Santa Maria in Vado con il cavallo Fantastic Light.
Il 18 settembre 2011 subito dopo la vittoria del Palio di Asti con il comune di San Damiano annuncia il suo addio alle corse.
A sorpresa nel 2015 torna a correre il Palio di Asti vestendo i colori del Borgo Torretta.

## Soprannome
Il soprannome Massimino II gli è stato dato per distinguerlo da Massimo Tamberi detto Massimino (o anche Cotoletta), fantino pisano vissuto tra il XIX e il XX secolo.

## Presenze al Palio di Siena
Le vittorie sono evidenziate ed indicate in neretto.
| Palio            | Contrada     | Cavallo            | Note   |
| ---------------- | ------------ | ------------------ | ------ |
| 2 luglio 1986    | Nicchio      | Brandano           |        |
| 2 luglio 1987    | Leocorno     | Signora Lia        |        |
| 16 agosto 1987   | Oca          | Briosca            | scosso |
| 2 luglio 1988    | Nicchio      | Benito III         |        |
| 16 agosto 1988   | Nicchio      | Odeon              |        |
| 2 luglio 1989    | Oca          | Benito III         |        |
| 16 agosto 1989   | Nicchio      | Uberto             |        |
| 2 luglio 1990    | Nicchio      | Gaucho de Ozieri   | scosso |
| 16 agosto 1990   | Selva        | Galleggiante       | scosso |
| 3 luglio 1991    | Nicchio      | Yanez              | scosso |
| 16 agosto 1991   | Nicchio      | Orchidea           |        |
| 3 luglio 1992    | Bruco        | Nearco             |        |
| 16 agosto 1993   | Selva        | Figaro             |        |
| 2 luglio 1994    | Pantera      | Uberto             |        |
| 16 agosto 1994   | Chiocciola   | Imperatore         |        |
| 2 luglio 1995    | Lupa         | Re Artù            | scosso |
| 16 agosto 1995   | Torre        | Pippinella         |        |
| 2 luglio 1996    | Istrice      | Tarantola          |        |
| 16 agosto 1996   | Aquila       | Oriolu De Zamaglia |        |
| 3 luglio 1997    | Civetta      | Quarnero           |        |
| 16 agosto 1997   | Selva        | La Fanfara         |        |
| 2 luglio 1998    | Giraffa      | Tuareg             | scosso |
| 2 luglio 1999    | Chiocciola   | Uir                | scosso |
| 16 agosto 1999   | Chiocciola   | Votta Votta        |        |
| 16 agosto 2000   | Torre        | Asabinchere        |        |
| 9 settembre 2000 | Leocorno     | Venus VIII         |        |
| 2 luglio 2001    | Torre        | Ascon              |        |
| 16 agosto 2001   | Chiocciola   | Ugo Sanchez        |        |
| 2 luglio 2002    | Valdimontone | Alanis             |        |
| 16 agosto 2002   | Pantera      | Zilata Usa         |        |
| 2 luglio 2004    | Lupa         | Belisario          |        |
| 16 agosto 2004   | Pantera      | Vai Go             |        |
| 2 luglio 2006    | Drago        | Ernesto Bello      |        |

- Il 16 agosto 1986 (nel Nicchio; cavallo: Martino) non prende parte al Palio per un infortunio alla mossa.
- Il 2 luglio 1993 (nella Giraffa; cavallo: Co Ho) non prende parte al Palio per un infortunio occorso al cavallo durante la mossa.

## Presenze agli altri Palii

### Palio di Asti
| Palio            | Rione, Borgo, Comune           | Cavallo                 | Piazzamento                         |
| ---------------- | ------------------------------ | ----------------------- | ----------------------------------- |
| 1987             | Borgo San Lazzaro              | Akebat (Nuvola)         | 1°                                  |
| 1988             | Borgo San Lazzaro              | Buon Vento              | Eliminato in batteria               |
| 1989             | Borgo San Lazzaro              | Mary Poppins            | Eliminato in batteria               |
| 1990             | Rione San Martino San Rocco    | Sargon                  | Eliminato in batteria               |
| 1992             | Borgo Santa Maria Nuova        | Co Ho                   | 4°                                  |
| 1993             | Borgo Santa Maria Nuova        | Oriolu de Zamaglia      | Eliminato in batteria               |
| 1994             | Borgo Tanaro Trincere Torrazzo | Crystal Jack            | Eliminato in batteria               |
| 1995             | Borgo San Marzanotto           | Native Warrior          | Non classificato in finale          |
| 1997             | Rione San Secondo              | Golden Lucky            | 3°                                  |
| 1998             | Rione San Secondo              | Terrible Bobo           | Eliminato in batteria               |
| 1999             | Borgo San Lazzaro              | Shakuntala (Nuvoletta)  | 1°                                  |
| 2000 (Giubileo)  | Borgo San Marzanotto           | Shakuntala (Nuvoletta)  | Eliminato in batteria               |
| 2000 (Ordinario) | Borgo San Marzanotto           | Shakuntala (Nuvoletta)  | Eliminato in batteria               |
| 2001             | Borgo San Lazzaro              | Millennium Bug          | 1°                                  |
| 2002             | Rione San Paolo                | Millennium Bug          | 4°                                  |
| 2003             | Rione San Paolo                | Millennium Bug          | Non corre per infortunio al cavallo |
| 2005             | Rione San Martino San Rocco    | Millennium Bug          | 5°                                  |
| 2006             | Rione San Martino San Rocco    | Sister Bug (Lamiatribù) | 2°                                  |
| 2007             | Rione San Martino San Rocco    | Millennium Bug          | 2°                                  |
| 2009             | Borgo Santa Maria Nuova        | Sister Bug (First Lady) | 1°                                  |
| 2010             | Comune di San Damiano          | Sister Bug (La strega)  | 4°                                  |
| 2011             | Comune di San Damiano          | Sister Bug (Last Time)  | 1°                                  |
| 2015             | Borgo Torretta                 |                         | Eliminato in batteria               |

### Palio di Fucecchio
| Palio          | Contrada       | Cavallo           | Piazzamento                         | Note                                                           |
| -------------- | -------------- | ----------------- | ----------------------------------- | -------------------------------------------------------------- |
| 31 maggio 1992 | Porta Raimonda | Cotton Quick      | Eliminato in batteria               |                                                                |
| 30 maggio 1993 | Massarella     | Mummy's Valentine | Eliminato in batteria               |                                                                |
| 29 maggio 1994 | Massarella     | Run a Cadilliac   | 4°                                  |                                                                |
| 28 maggio 1995 | Massarella     | Edna Tempest      | 5°                                  |                                                                |
| 26 maggio 1996 | Massarella     | Fellini           | Eliminato in batteria               |                                                                |
| 25 maggio 1997 | Massarella     | Giampiero Ruocco  | NC                                  | Non completa l'ultimo giro per un grave infortunio al cavallo. |
| 31 maggio 1998 | Massarella     | Golden Lucky      | 1°                                  |                                                                |
| 30 maggio 1999 | Massarella     | Marail Lax        | 2°                                  |                                                                |
| 28 maggio 2000 | Ferruzza       | Millennium Bug    | 2°                                  |                                                                |
| 22 luglio 2000 | Ferruzza       | Paolo             | 2°                                  | Palio del Giubileo                                             |
| 10 giugno 2001 | Ferruzza       | Giove             | Qualificato per la finale           | Palio non Assegnato                                            |
| 9 giugno 2002  | Ferruzza       | Press Call        | 6°                                  |                                                                |
| 8 giugno 2003  | Torre          | Gastone           | 3°                                  |                                                                |
| 23 maggio 2004 | Cappiano       | Belisario         | Eliminato in batteria               |                                                                |
| 22 maggio 2005 | Cappiano       | Enaelepere        | 4°                                  |                                                                |
| 21 maggio 2006 | Porta Bernarda | Derriu Junior     | 5°                                  |                                                                |
| 20 maggio 2007 | Massarella     | Intiveddau        | 6°                                  |                                                                |
| 23 maggio 2010 | Ferruzza       | Boccadoro         | Non corre per infortunio al cavallo |                                                                |

## Riepilogo vittorie
- Palio di Siena: 3 vittorie (1988, 1994, 1999)
- Palio di Fucecchio: 1 vittoria (1998)
- Palio di Asti: 5 vittorie (1987, 1999, 2001, 2009, 2011)
- Palio di Bientina: 4 vittorie (1996, 1997, 1999, 2000)
- Palio di Cagliari: 2 vittorie (2001, 2002)
- Palio di Legnano: 1 vittoria (2003)
- Palio di San Vincenzo: 2 vittorie (2002, 2003)